# Lista de medalhas de confederações de futebol
Esta lista de medalhas de confederações de futebol contém as medalhas obtidas pelas confederações de futebol no Campeonato do Mundo e no Mundial de Clubes, ambos organizados pela FIFA.

## História
Os Jogos Olímpicos foram a primeira competição internacional de futebol por selecções a ser criada. As edições de 1900 e 1904 (reconhecidas pelo COI mas não pela FIFA) e a edição intercalar de 1906 (não reconhecida pelo COI nem pela FIFA) não são consideradas neste artigo pois foram disputadas por equipas locais (clubes ou selecções de cidades) e não por selecções nacionais; embora as medalhas atribuídas em 1900 e 1904 sejam oficiais e pertençam ao palmarés dos respectivos Comités Olímpicos, não integram o palmarés das selecções A de futebol.
Após os Jogos Olímpicos de 1908 e até à criação do Campeonato do Mundo em 1930 o torneio olímpico de futebol era a principal competição mundial entre selecções nacionais de futebol. Após 1930 deu-se uma cisão entre as selecções nacionais que participavam no torneio olímpico, que continuaram a ser constituídas por jogadores amadores, e as selecções nacionais que participavam no Campeonato do Mundo, integradas por jogadores profissionais. Apesar disso as edições do torneio olímpico até 1956 continuam a integrar o palmarés das selecções A. A partir dos Jogos Olímpicos de 1960 as participações no torneio olímpico passaram a integrar o palmarés das selecções olímpicas, distinto das selecções A, pelo que deixam de constar neste artigo.
O Campeonato do Mundo, criado em 1930, é a mais importante competição de futebol do Mundo, sendo disputado quadrinalmente pelas selecções A de cada país para apurar o campeão do Mundo.

## Medalhas
| Nº | Confederação | Continente       | Mundial | Mundial | Mundial | Mundial de Clubes | Mundial de Clubes | Mundial de Clubes | Total |    |   |   |    |
| -- | ------------ | ---------------- | ------- | ------- | ------- | ----------------- | ----------------- | ----------------- | ----- | -- | - | - | -- |
| Nº | Confederação | Continente       | 1º      | UEFA    | Europa  | 12                | 17                | 18                | Total | 16 | 3 | - | 66 |
| 2º | CONMEBOL     | América do Sul   | 10      | 5       | 3       | 3                 | 10                | 5                 | 36    |    |   |   |    |
| 3º | CONCACAF     | América do Norte | -       | -       | 1       | -                 | 1                 | 5                 | 7     |    |   |   |    |
| 4º | AFC          | Ásia             | -       | -       | -       | -                 | 3                 | 5                 | 8     |    |   |   |    |
| 5º | CAF          | África           | -       | -       | -       | -                 | 2                 | 4                 | 6     |    |   |   |    |
| 6º | OFC          | Oceânia          | -       | -       | -       | -                 | -                 | 1                 | 1     |    |   |   |    |